# Santa Sabina

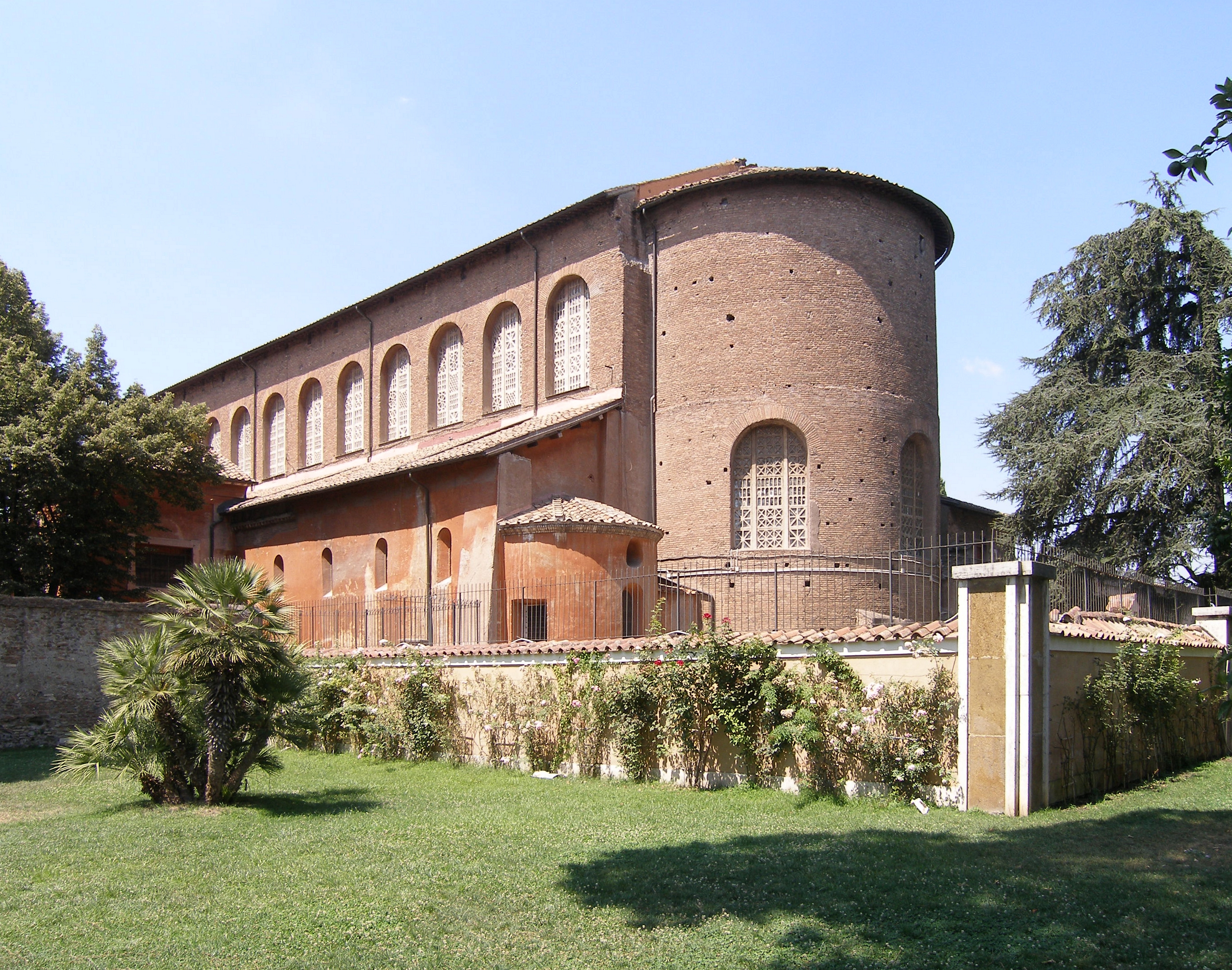
Santa Sabina

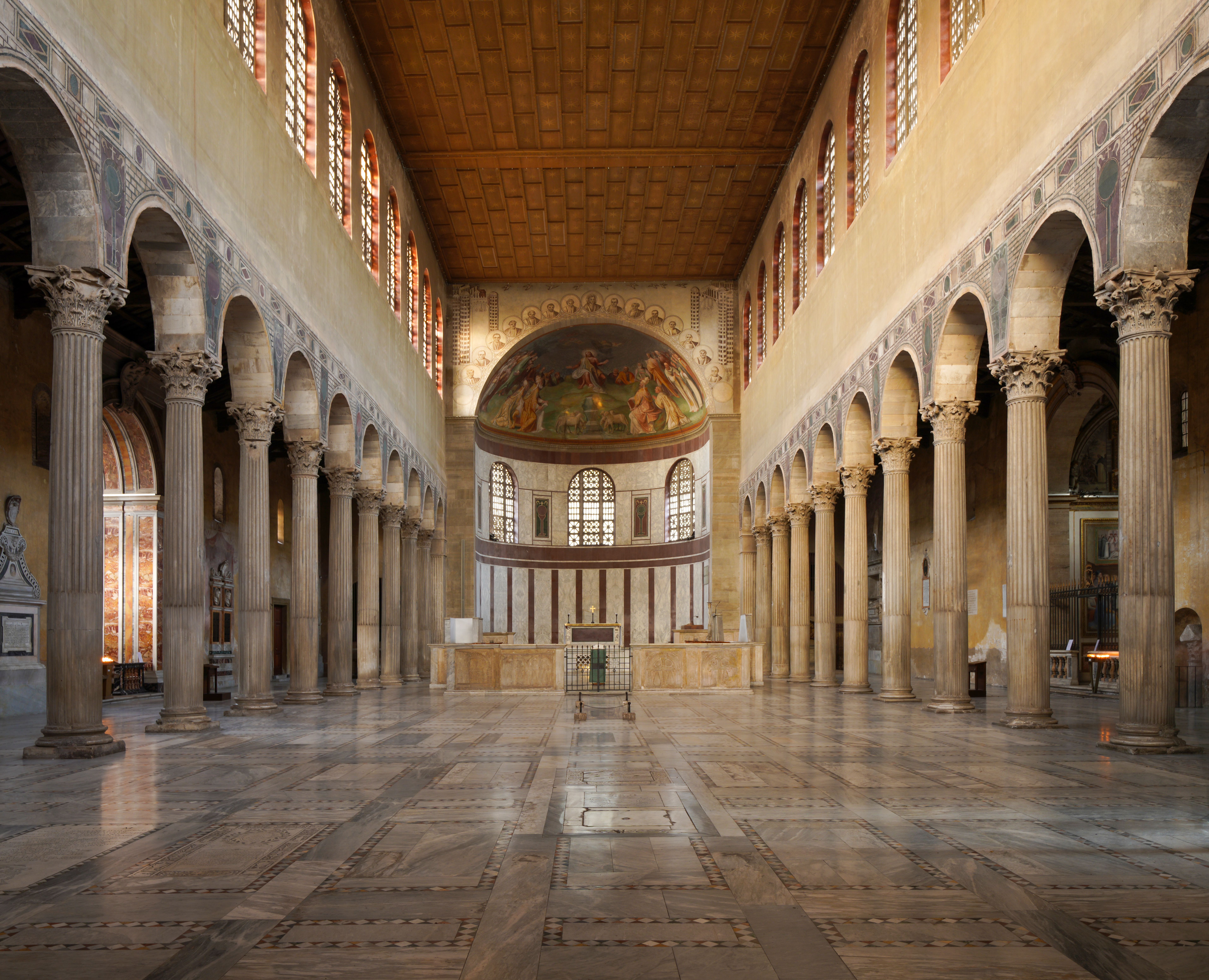
Das Innere der Basilika

Die Basilika Santa Sabina all’Aventino ist eine römisch-katholische Kirche in Rom im Rang einer Basilica minor. Sie liegt auf dem Aventin-Hügel im XII. Rione Ripa, etwa 400 m südwestlich vom Circus Maximus. In ihr befindet sich der Sitz (Curia) des Dominikaner-Ordens.

## Geschichte
Santa Sabina wurde unter Papst Coelestin I. (422–432) errichtet, aber erst unter seinem Nachfolger Sixtus III. (432–440) endgültig fertiggestellt; das ergibt sich aus dem Liber Pontificalis und der Widmungsinschrift auf dem Mosaik der inneren Eingangswand. Diese Inschrift benennt den aus Illyrien (Dalmatien) stammenden Presbyter Petrus als Stifter der Kirche, die auf der römischen Synode von 499 erstmals als titulus Sabinae und titulus sanctae Sabinae bezeichnet wurde. Daraus wird gefolgert, dass bereits im 5. Jahrhundert eine „heilige“ Sabina verehrt wurde.

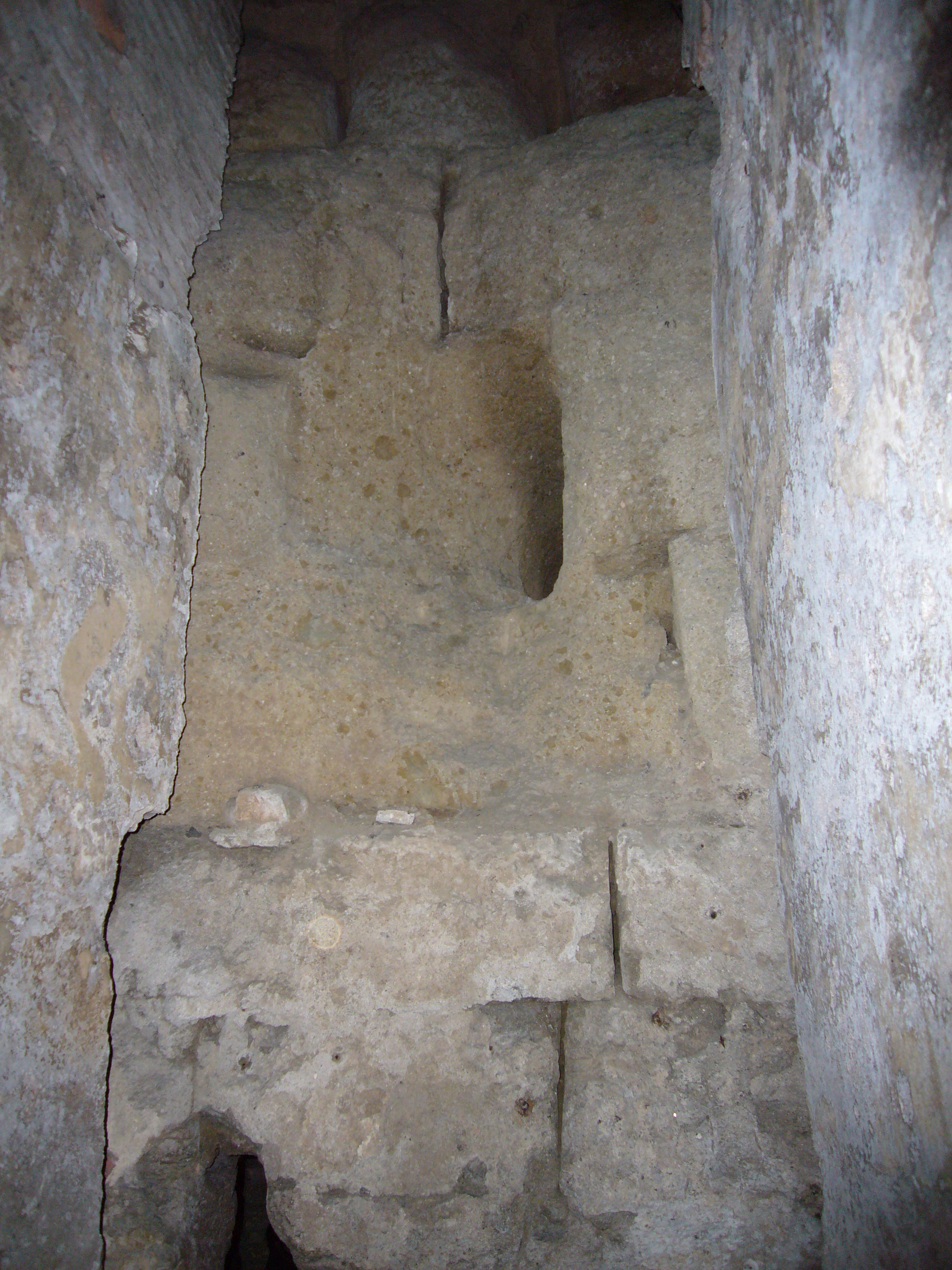
Reste der Servianischen Stadtmauer

Bei Grabungen stellte sich heraus, dass die Kirche auf Resten vornehmer Privathäuser der Kaiserzeit errichtet wurde, deren Fundamente ihrerseits auf der Servianischen Mauer ruhen. Ob es sich bei dem großen Raum mit Fußbodenmosaik unter dem Kircheneingang um einen frühchristlichen Sakralraum (domus ecclesiae = Hauskirche) handelt, ist nicht gesichert. Die Ausgrabungen können im Rahmen einer Spezialführung besichtigt werden. In der Mitte der rechten Seitenschiffmauer hat man eine Säule aus dem Atrium des darunter liegenden antiken Hauses sichtbar gelassen. 
Ein Hinweis auf die Titelheilige kann dem Text der legendären Heiligenvita des 6. Jahrhunderts: Passio sanctarum Serapiae virginis martyris et Sabinae martyris entnommen werden. Danach kam Seraphia, eine aus Antiochien stammende Christin, im 2. Jahrhundert nach Rom und lebte im Haus einer vornehmen Römerin mit Namen Sabina auf dem Aventin, bis beide unter Kaiser Hadrian (117–138) als Märtyrerinnen hingerichtet wurden. Ihre körperlichen Überreste seien auf den Aventin übertragen und dort in einem titulus bestattet worden. Die Forschung geht heute davon aus, dass der titulus Sabinae wahrscheinlich bereits im 3. oder 4. Jahrhundert bestanden hat und dass er nach dem spätantiken Hauskomplex auf dem Aventin benannt worden ist. Demnach wäre es denkbar, in Sabina die als Heilige verehrte Stifterin des Kirchengrundstücks zu sehen, auf dem der Presbyter Petrus im 5. Jahrhundert die Basilika finanziert und gebaut hat; die Alternative wäre, dass Sabina bei der Gründung des titulus bereits als heilige Märtyrerin verehrt worden ist.
Die Basilika Santa Sabina mit dem Chor im Nordosten war ausgerichtet nach den antiken Grundmauern und der damaligen Straßenführung. Die Kirche, die fast gleichzeitig mit Santa Maria Maggiore entstand, gehört zu den ältesten und bedeutendsten christlichen Basiliken der Stadt.

## Architektur

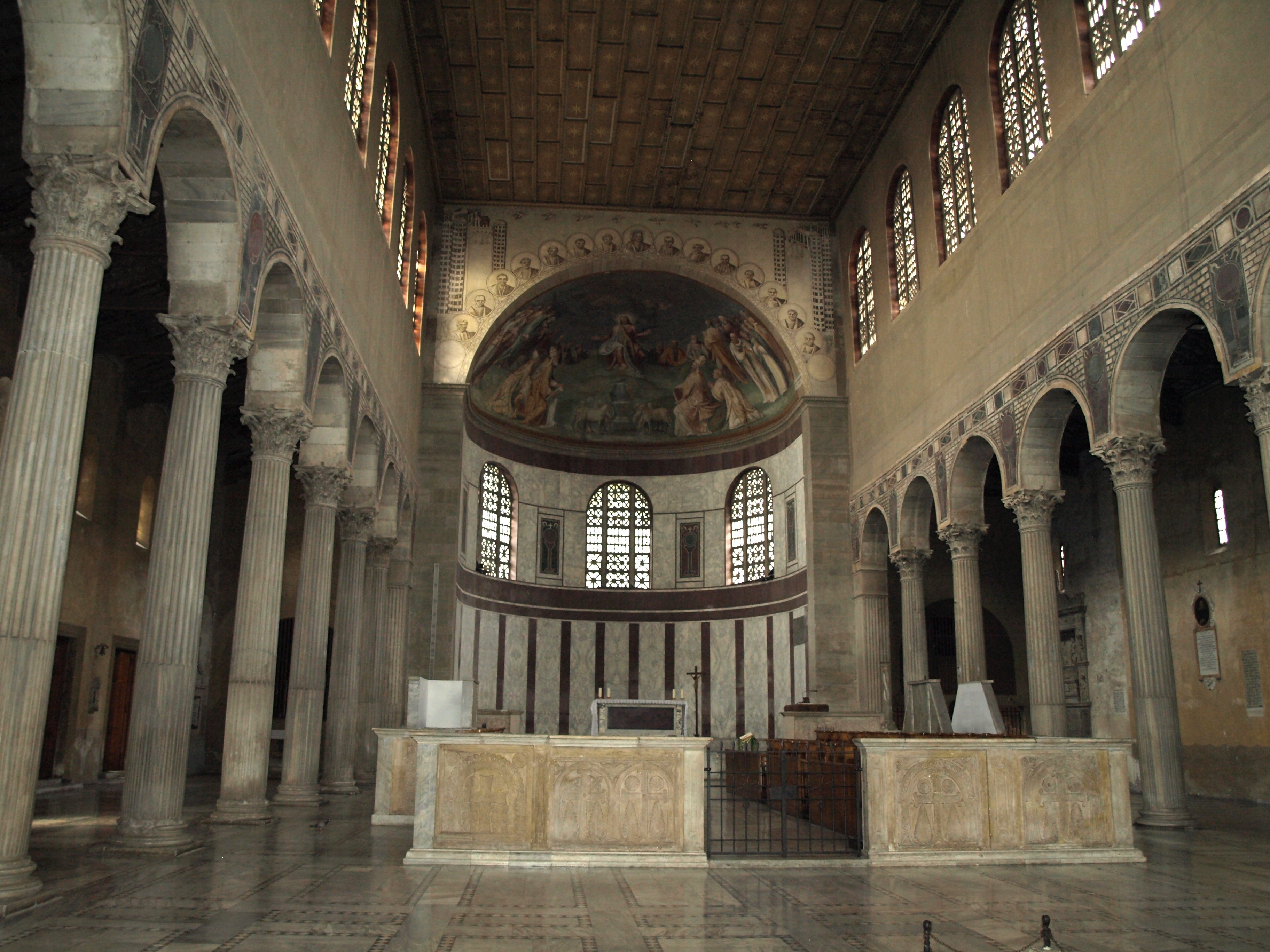
Innenansicht mit der Schola cantorum

Ab 422 entstand auf der Terrasse über dem Tiber eine dreischiffige Säulenbasilika mit Arkaden als unverputzter Backsteinbau (ca. 56 × 25 m) ohne Querhaus, mit halbrunder Apsis sowie mit großen Rundbogenfenstern in Apsis, Langhaus und Eingangswand, wobei die drei Apsisfenster in dieser Größe hier erstmals in einer frühchristlichen Basilika anzutreffen sind. Von den ursprünglich drei in die Kirchenschiffe führenden Portalen wurde das linke durch den später errichteten Campanile zugebaut. Als Rahmen der Eingangstüren hat man Spolien aus antiken Bauten verwendet.
Je zwölf weiße Marmorsäulen, davon 22 frei stehend,  mit korinthischen Kapitellen trennen das Mittelschiff von den Seitenschiffen; es sind kannelierte Spoliensäulen mit gefüllten Hohlstreifen im unteren Drittel. Im Unterschied zu anderen frühchristlichen Kirchen sollen diese Säulen und die Kapitelle aus einem einheitlichen Bestand des späten 2. Jahrhunderts stammen. Dies belegt den Aufwand, der für diese Kirche betrieben worden ist. Am Fuß der dritten Säule auf der linken Seite ist der Name RVFENOS eingeritzt; es könnte sich um den Namen des Steinbruchbetreibers, des Händlers oder des Steinmetzen handeln.
Santa Sabina gehörte zu den ersten Kirchen, in denen über den Säulen Rundbögen das bis dahin traditionelle waagerechte Gebälk, den Architrav, verdrängt und damit ein entscheidendes neues Stilmittel in die Architekturgeschichte eingeführt haben. Die waagerechte Ausrichtung des Raumes im römischen Tempelbau wurde hier verlassen zugunsten der Tendenz, den Raum vertikal zu gliedern. Der jetzt benutzte Rundbogen stellte eine Verbindung zur oberen Fensterzone her, wo sich das Bogenmotiv wiederholt. Die Arkadenzone des Erdgeschosses und die Fensterzone wurden später in romanischen Kirchen durch begleitende Pilaster und Halbsäulen noch mehr aufeinander bezogen und zu einer Einheit zusammengefasst. Der Kirchenraum wurde in der Folge zunehmend durch Joche gegliedert – eine Entwicklung, die in der Gotik ihren Höhepunkt und Abschluss gefunden hat. In Santa Sabina sieht man einen der ersten Schritte in diese Richtung.
Bei Errichtung des Campanile im 10. Jahrhundert wurde das linke Seitenportal zugebaut.
1219 übertrug Papst Honorius III. (1216–1227) die Kirche samt Nebengebäuden dem Heiligen Dominikus, dem Gründer des Predigerordens, der seit 1216 mit den ersten Ordensbrüdern bei der Kirche San Sisto Vecchio gewohnt hatte. In dem damals errichteten Konvent lehrte u. a. Thomas von Aquin (1225–1274). Dort befindet sich auch die Dominikus-Kapelle, die aus der Zelle des Ordensgründers entstanden und 1645 in eine Kapelle umgewandelt worden ist.
Anfang des 13. Jahrhunderts wurde der Kreuzgang angebaut; die zahlreichen kleinen Marmorsäulen tragen Kapitelle mit stilisierten Lorbeerblättern. Anlässlich der Einwölbung 1518 wurde er mit Bildern aus dem Leben des hl. Dominikus ausgemalt.
In der Vorhalle steht u. a. ein christlicher Sarkophag aus dem 3. Jahrhundert mit einer Darstellung des Guten Hirten.
Weitere Umbaumaßnahmen und Restaurierungen erfolgten im 16., 17. und 18. Jahrhundert sowie in den Jahren 1914 bis 1919; bei der letzten Restaurierungsmaßnahme zwischen 1936 und 1939 wurde versucht, nach Möglichkeit den Originalzustand wiederherzustellen.

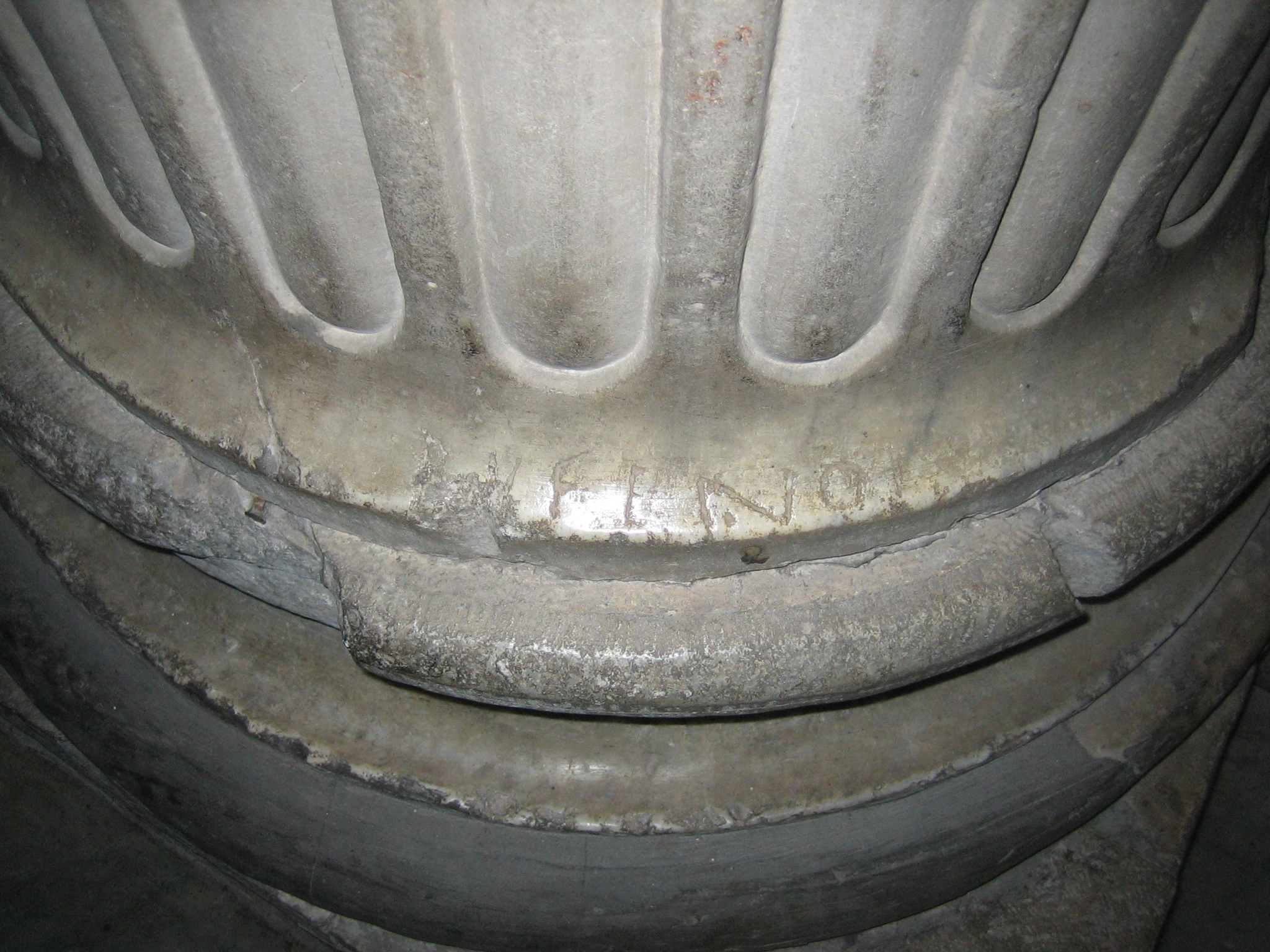
Namenszug Rufenos
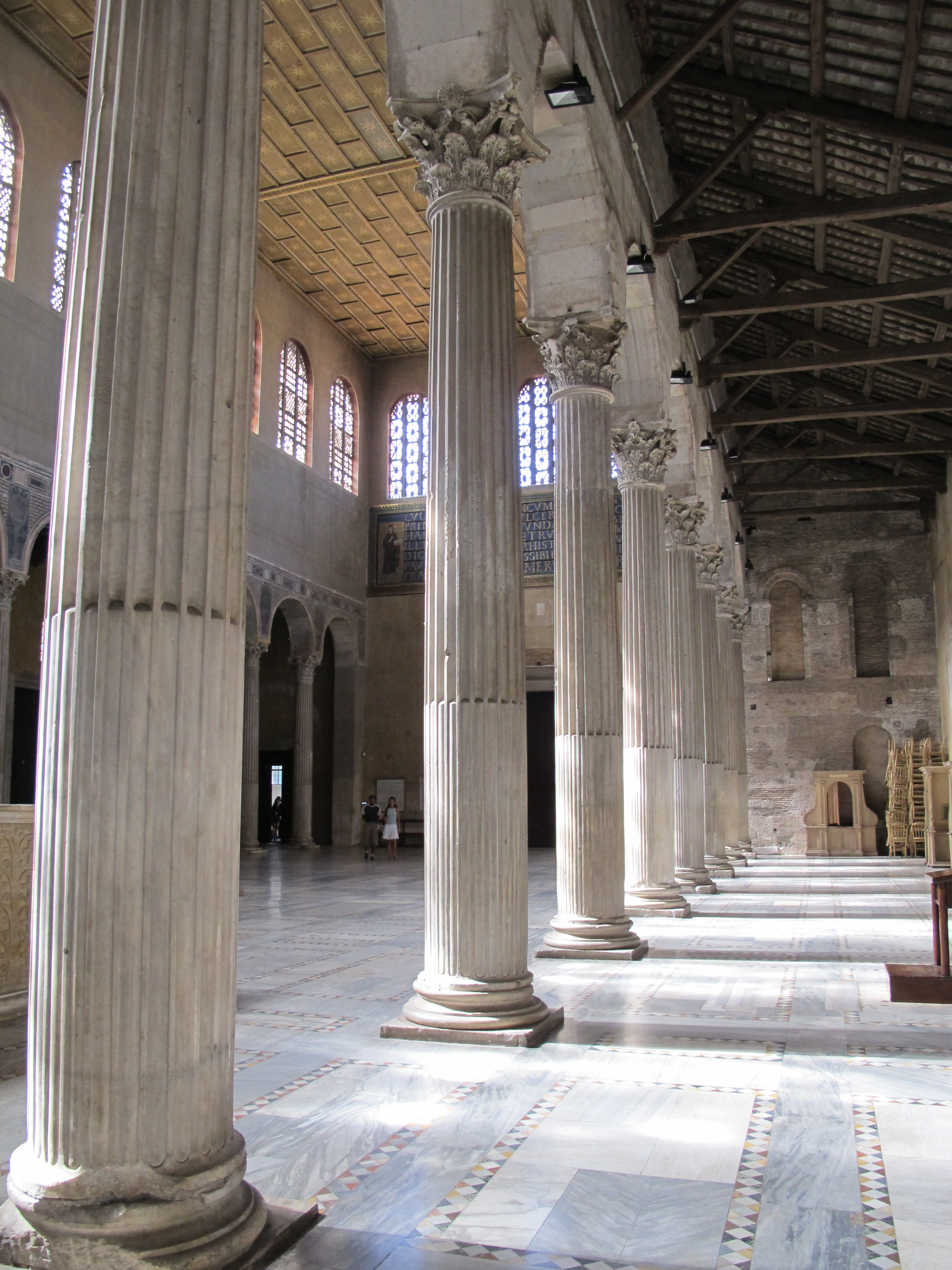
Kannelierte Säulen
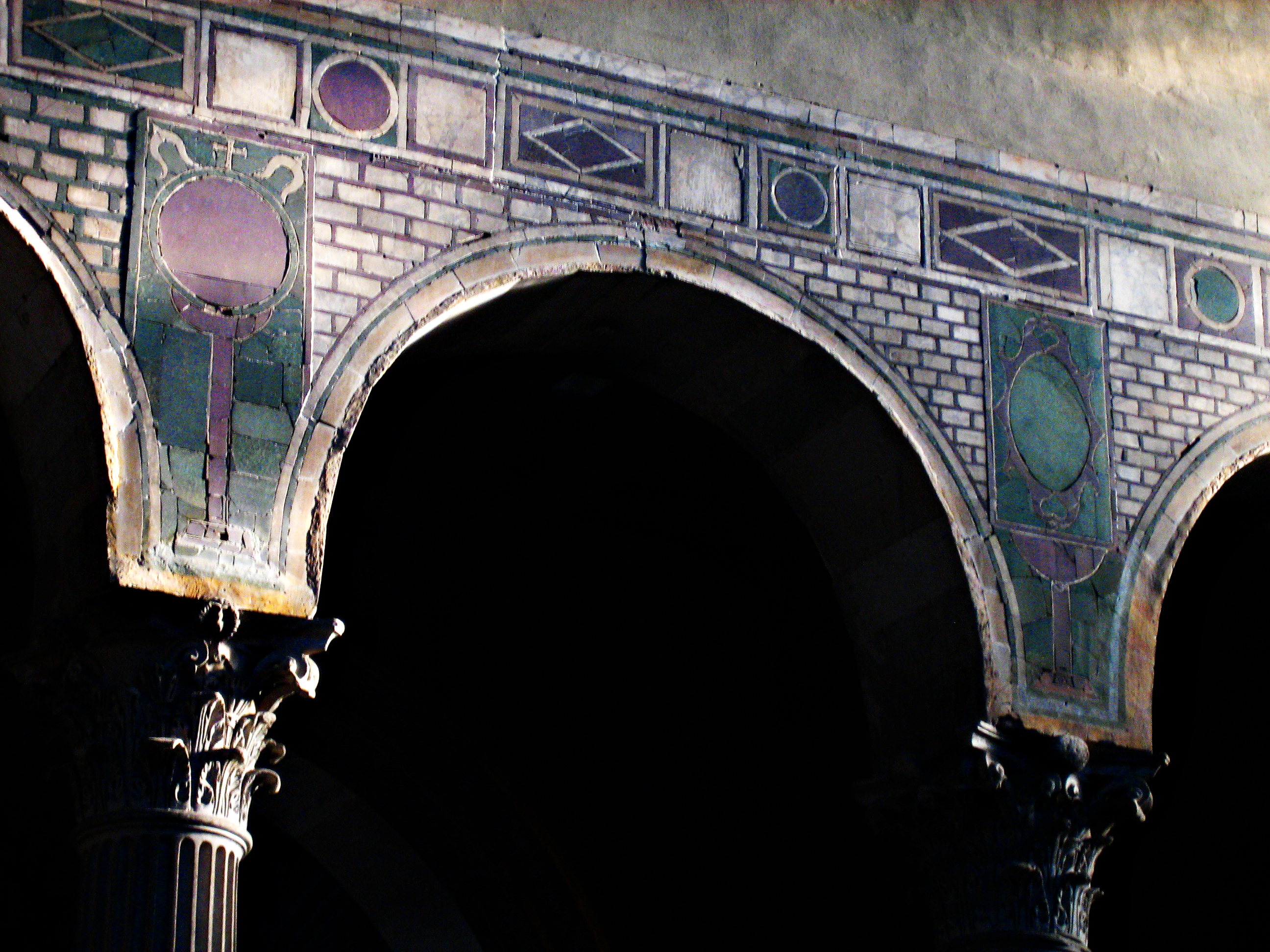
Fries oberhalb der Arkaden vor der Restaurierung
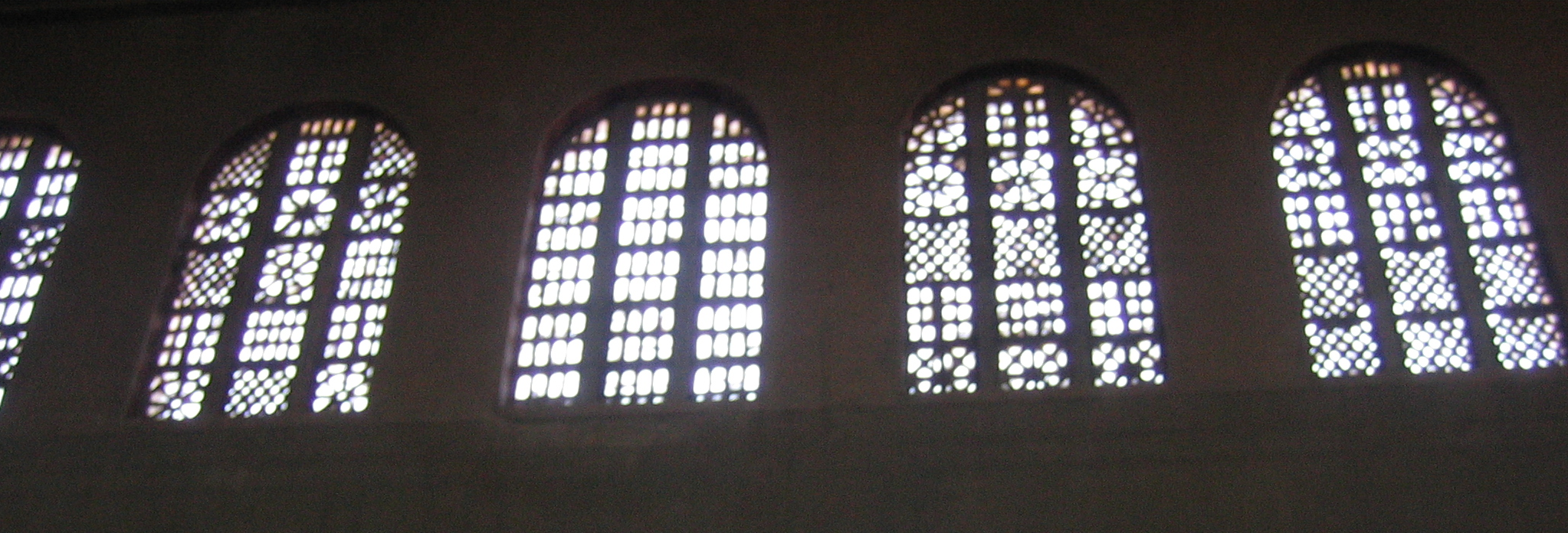
Fensterzone
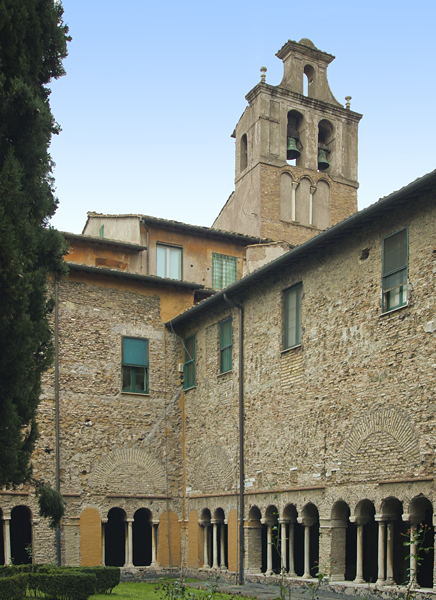
Reste des Campanile und Kreuzgang
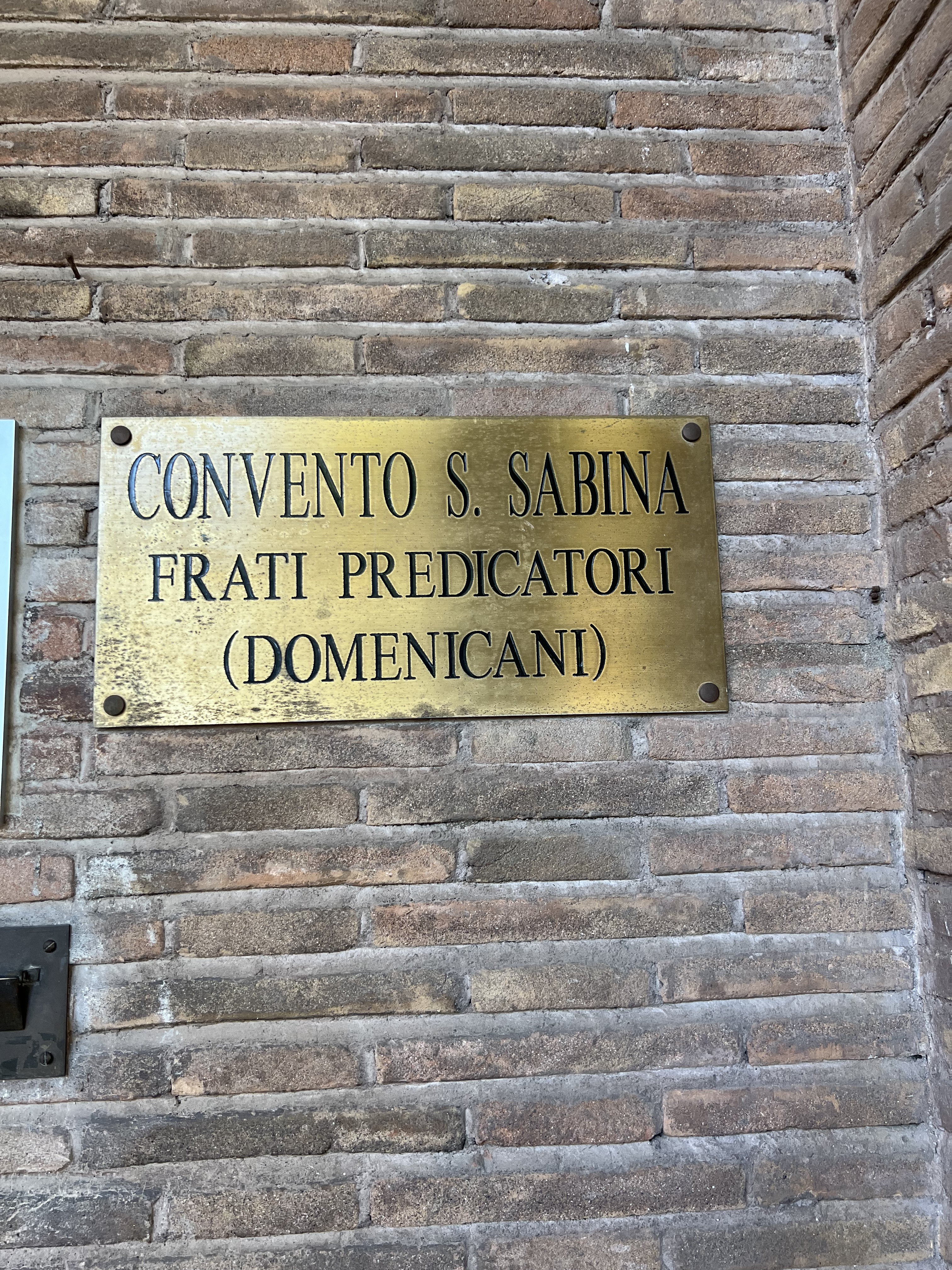
Schild zur Dominikanerkurie

## Innenraum

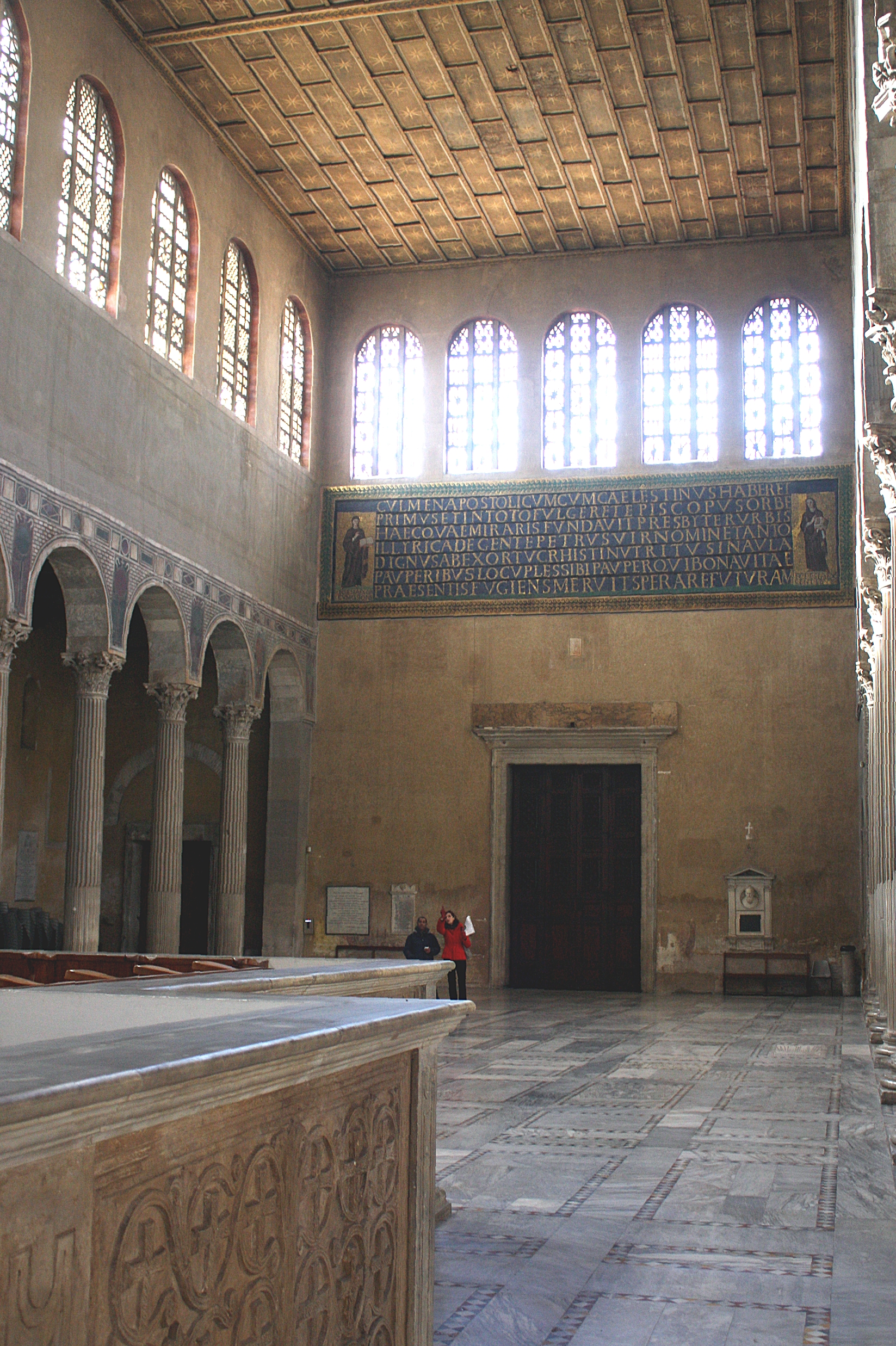
Innenansicht zur Eingangswand

Im Innern hat man die Umbauten und Ausschmückungen der vergangenen Jahrhunderte durch sachgerechte Restaurierungsmaßnahmen beseitigt, so dass sich heute wieder das charakteristische Bild einer frühchristlichen Basilika bietet. Es ist ein lichtdurchfluteter Raum mit einfacher Holzdecke.
Die beiderseits 13 Fenster sind besonders groß (die Wandbreite zwischen den Öffnungen beträgt jeweils nur 1,20 m, was erhebliche bautechnische Erfahrung voraussetzte); sie tauchen das Mittelschiff in helles Licht und betonen durch ihre Lichtfülle das Mittelschiff als zentralen Ort gegenüber den schmalen Seitenschiffen, die früher fensterlos waren. Alle Fenster wurden wieder als Transennenfenster mit Fensterverschlüssen aus Selenit nach altem Muster so restauriert, wie sie im Liber Pontificalis als metallum gypsinum beschrieben sind. Auch die Scheiben hat man aus Glimmer und getöntem Glas nachgearbeitet.
Über den Arkaden verläuft ein Fries mit kunstvollen Marmor-Inkrustationen in geometrischen Mustern. Die Zwickel zwischen den Bogenansätzen oberhalb der Kapitelle enthalten Darstellungen von bisher nicht gedeuteten liturgischen Geräten, jeweils mit einem Kreuz und flatternden Bändern geschmückt. Diese Art der Wandverkleidung mit Intarsien aus dem 5. Jahrhundert, die es wohl auch in anderen römischen Kirchen gab, ist als einzige in Rom erhalten geblieben. Durch die architektonische Gestaltung hat man erreicht, dass der Blick entlang der Säulen und Fenster, der Arkaden und Schmuckbänder ohne Unterbrechung auf die Apsis mit dem Altar als Zentrum der Eucharistiefeier geleitet wird.
Die kunstgeschichtliche Bedeutung von Santa Sabina hat u. a. Walther Buchowiecki hervorgehoben: 

„Die Basilika ist, obwohl im Vergleich zu den ältesten Patriarchalkirchen jung in der Reihe der altchristlichen Gotteshäuser Roms, heute – nach Zerstörung von Alt-St. Peter, der völligen Barockisierung von S. Giovanni in Laterano und dem Brand von S. Paolo fuori le mura – die älteste, größte und von diesen besterhaltene Kirche Roms, ein Paradigma für die Bauweise des 5. Jahrhunderts.“

Das ursprünglich vorhandene Apsismosaik aus der Zeit um 432 zeigte eine Darstellung von Christus auf dem Paradiesberg und darüber den Zug der Lämmer zum göttlichen Lamm in der Mitte. Auf der Stirnwand der Apsis waren Christus und die Apostel zwischen den Städten Jerusalem und Bethlehem abgebildet. Das heutige Fresko in der Apsis stammt von Taddeo Zuccari (1569), der teilweise Motive des ursprünglichen Mosaiks aufgenommen hat: Christus thront auf dem Paradiesberg mit den Paradiesflüssen, umgeben von den Aposteln (links) und verschiedenen Heiligen (rechts), darunter Sabina und Seraphia sowie Angehörige des Dominikanerordens mit ihrem Gründer. 
Das Mosaik an der Eingangswand (um 432) über den fünf großen Rundbogenfenstern enthielt ursprünglich noch die vier Evangelistensymbole sowie an den Seiten Petrus und Paulus; erhalten blieben nur die Widmungsinschrift und zwei in Purpur gekleidete Frauengestalten mit Stola und Buch, von denen die linke die aus dem Judentum und die rechte die aus dem Heidentum hervorgegangene Kirche repräsentiert; die Beischriften lauten: ECLESIA (!) EX CIRCVMCISIONE und ECLESIA (!) EX GENTIBVS (Judenkirche und Heidenkirche).
In den Jahren 824 bis 827 stiftete Papst Eugen II. eine reiche Innenausstattung, insbesondere die Schola cantorum mit zwei Ambonen, das Ziborium und einen neuen Altar zur Aufnahme des Sarkophags mit den Reliquien von Sabina und Seraphia. Um 1294 wurde die Grabplatte von Munio de Zamora, eines Ordensmagisters der Dominikaner, in den Fußboden vor der Schola cantorum eingelassen.

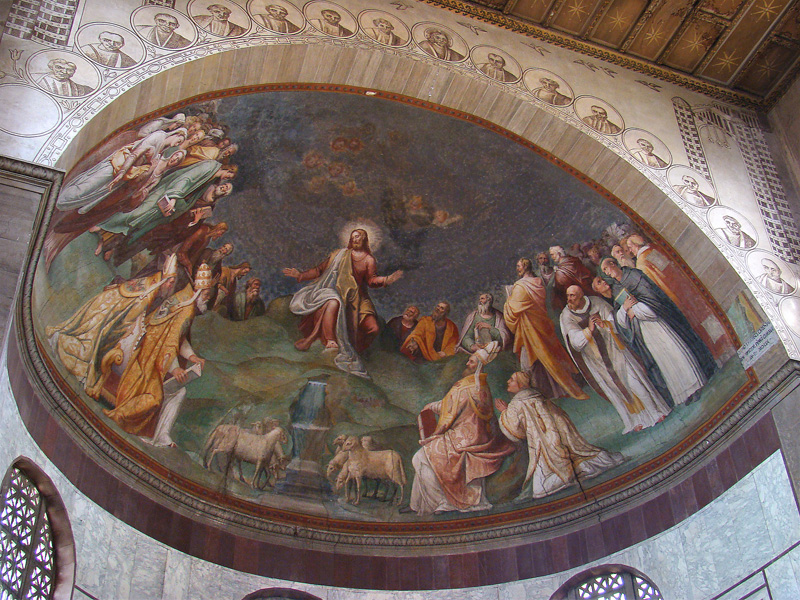
Apsisfresko von 1569
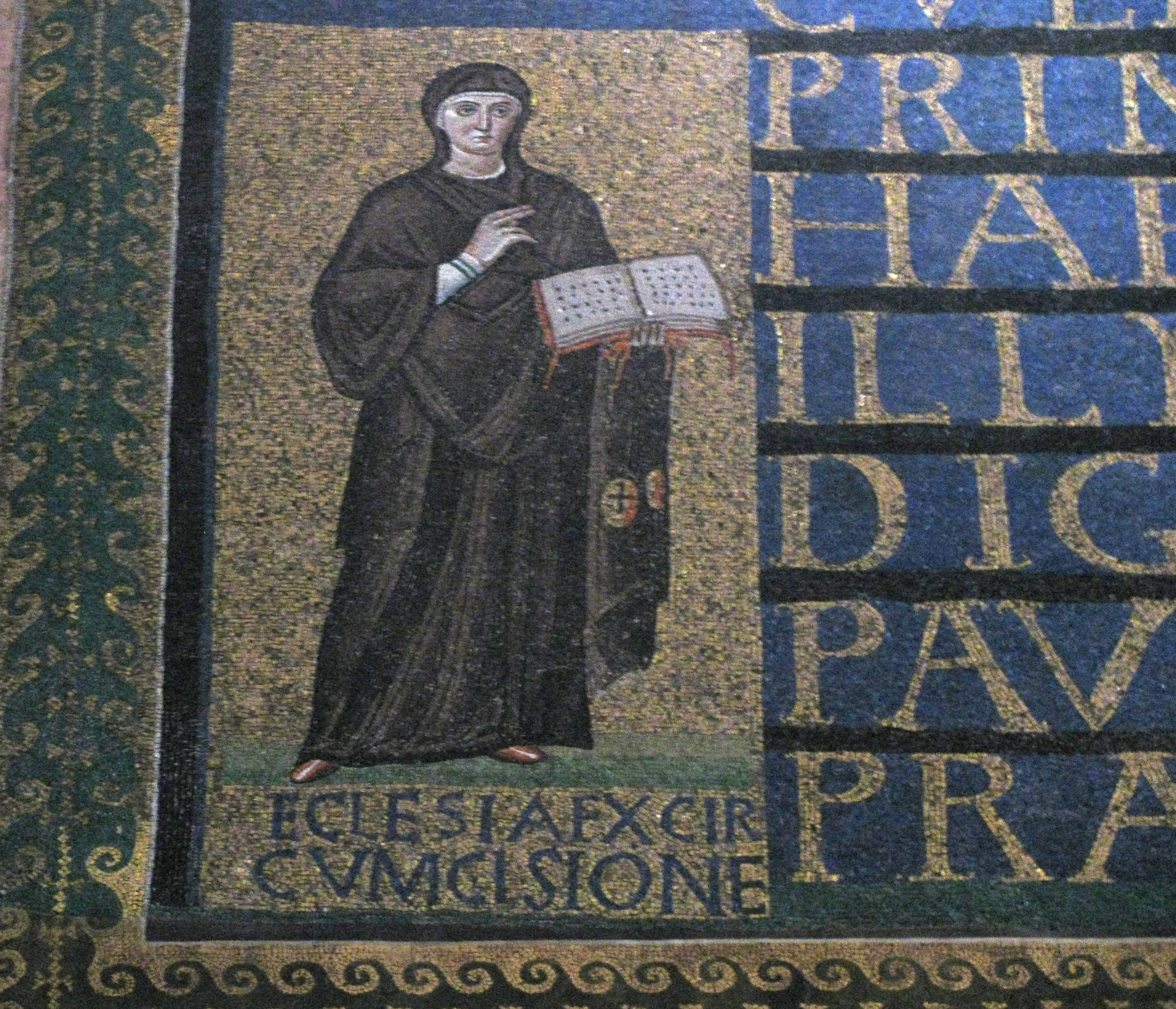
Mosaik mit der „Judenkirche“
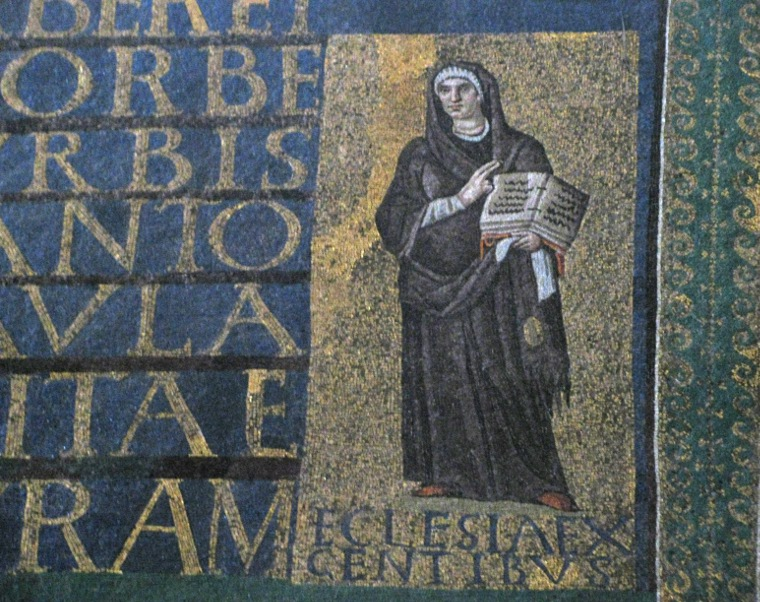
Mosaik mit der „Heidenkirche“
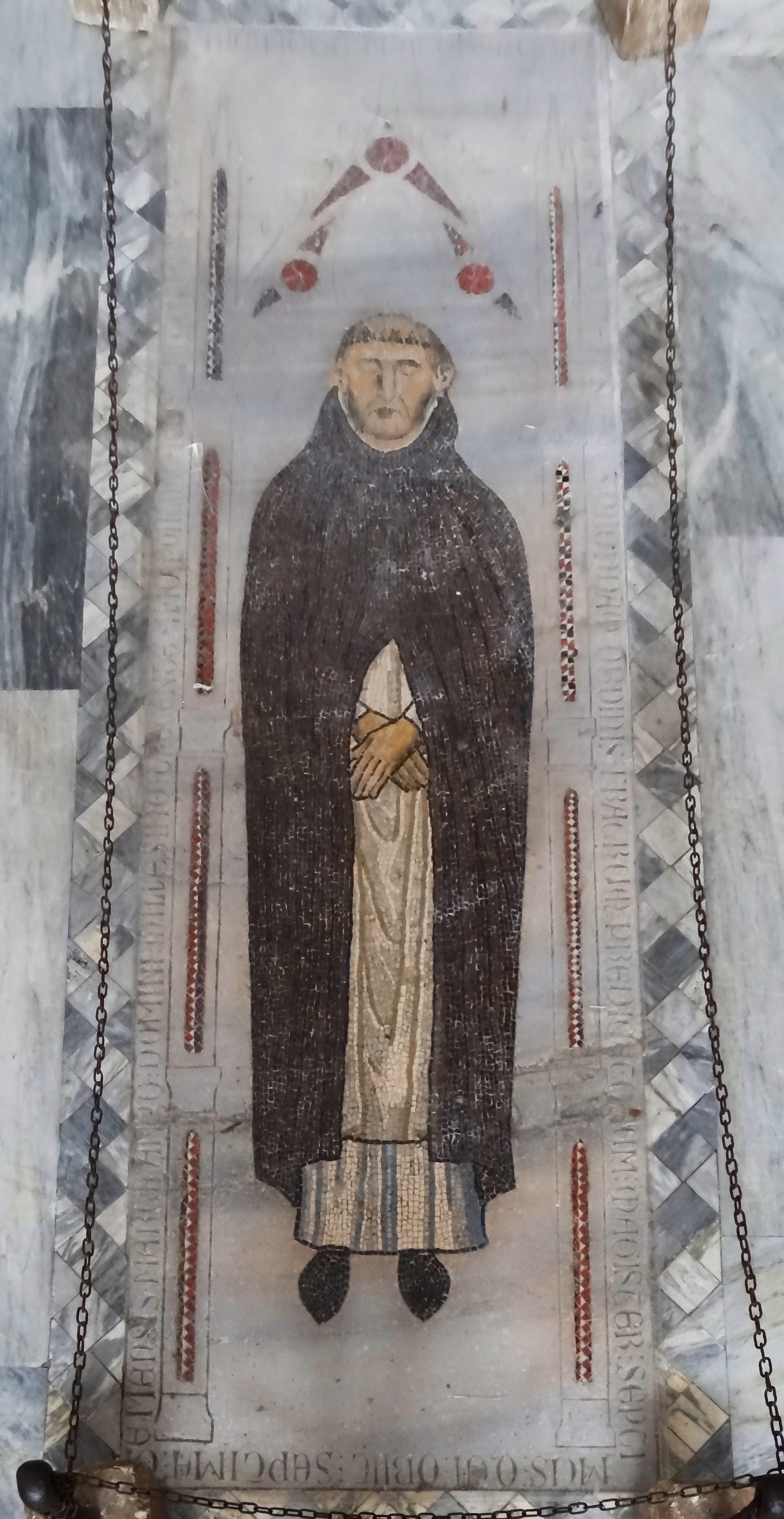
Grabplatte von Munio de Zamora
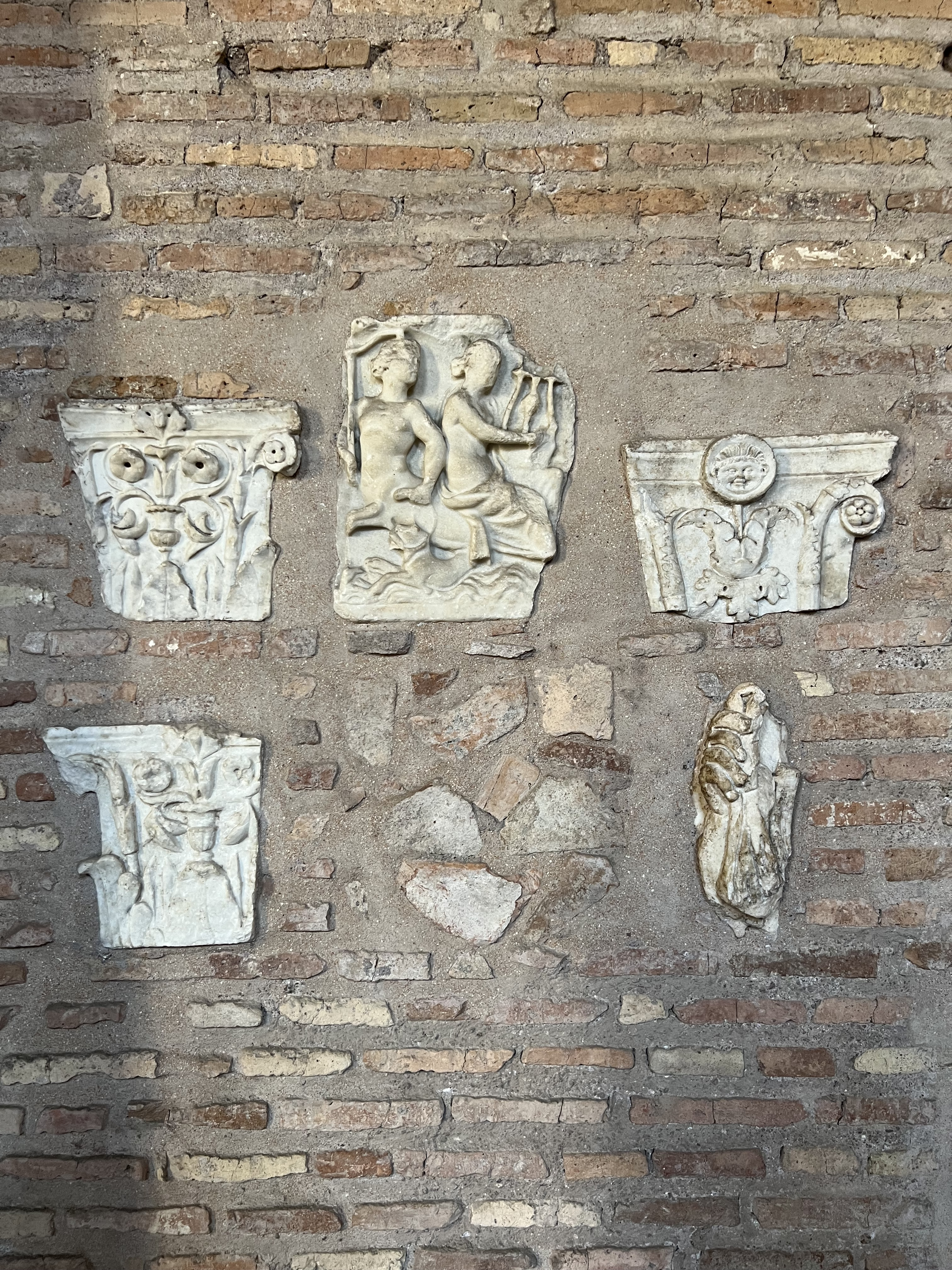
Spolien im Eingangsbereich

## Holztür des Hauptportals

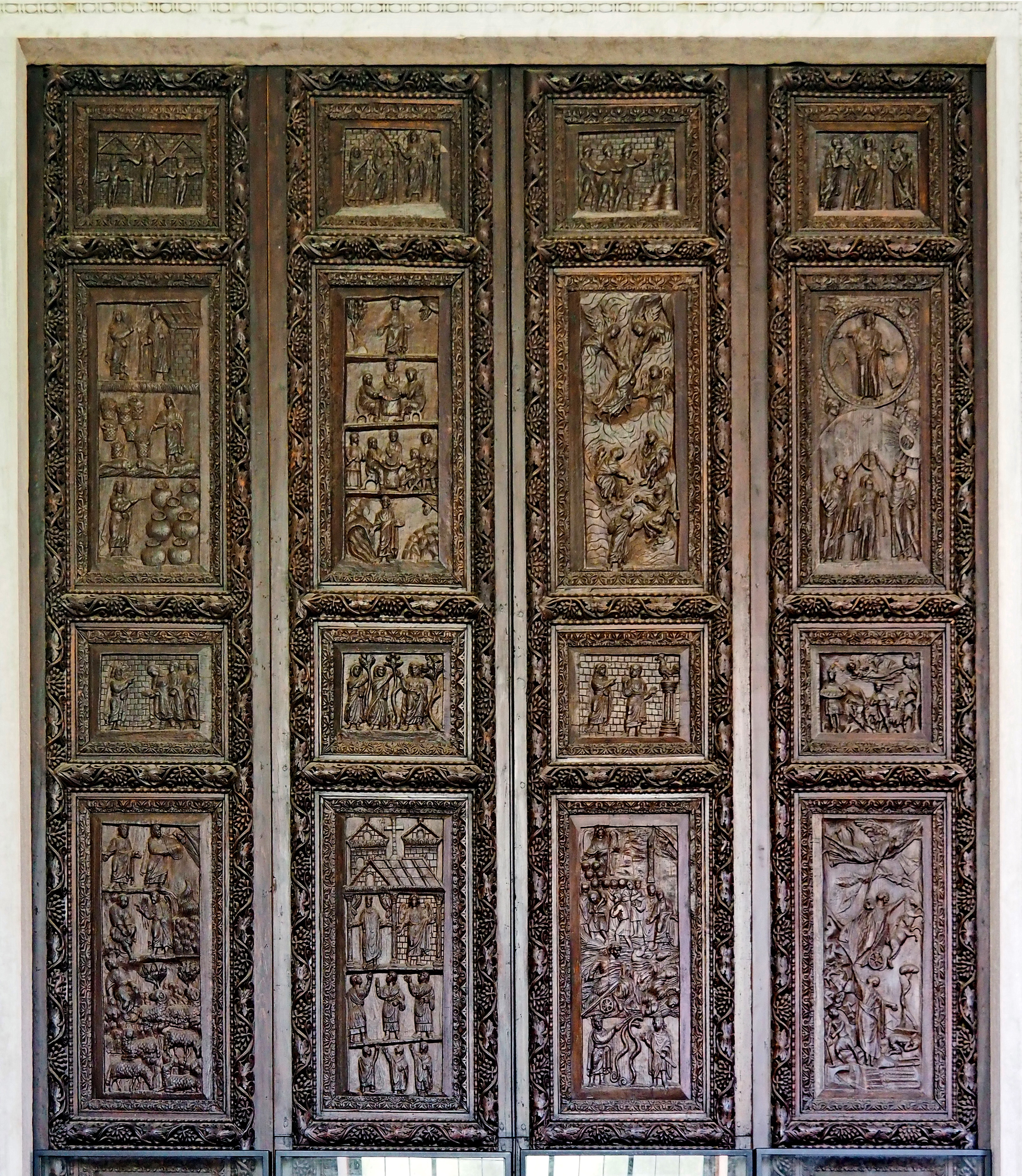
Hölzernes Hauptportal von ca. 432 (Detail)

Die Flügeltür aus Zypressenholz (5,35 × 3,35 m) wurde um 432 eigens für das Hauptportal dieser Kirche entworfen; sie ist damit wohl die älteste aller  erhaltenen Kirchentüren. Auf der Außenseite haben sich von ursprünglich 28 Reliefplatten noch 18 erhalten. Die Flügeltüren mit den Reliefbildern haben einzigartige künstlerische und ikonographische Bedeutung und zählen zu den größten Kostbarkeiten der abendländischen Kunst. Da man den Inhalt der verlorenen Tafeln nicht genau kennt, lässt sich die ursprüngliche Abfolge nicht mehr sicher rekonstruieren. Auf eine Reihe von vier kleinen querrechteckigen Tafeln folgt jeweils eine Reihe von vier großen hochrechteckigen Tafeln. Davon beziehen sich sechs Tafeln auf das Alte und zehn Tafeln auf das Neue Testament sowie zwei Tafeln mit symbolischem Inhalt.
Bei der Tafel „Jesus am Kreuz“ in der obersten Reihe handelt es sich um das älteste Beispiel einer Darstellung des gekreuzigten  Christus. Die zur Entstehungszeit noch anhaltende Scheu vor einer Abbildung des gekreuzigten Jesus wurde umgangen, indem anstelle einer echten Kreuzigung hier Jesus mit den Wundmalen dargestellt wird, wie er mit ausgebreiteten Armen (in Orantenhaltung) aufrecht steht. Er hat die Augen geöffnet, ist ohne Ausdruck des Leidens, jede Hand jedoch mit einem Nagel an Holzteile geheftet, aber ohne dass ein echtes Kreuz zu sehen ist. Den Hintergrund bildet eine von unten bis oben durchgehende Quadermauer mit Dreiecksgiebeln und Balkenwerk davor, was vermutlich auf den Ort des Geschehens vor den Mauern von Jerusalem hinweisen soll.

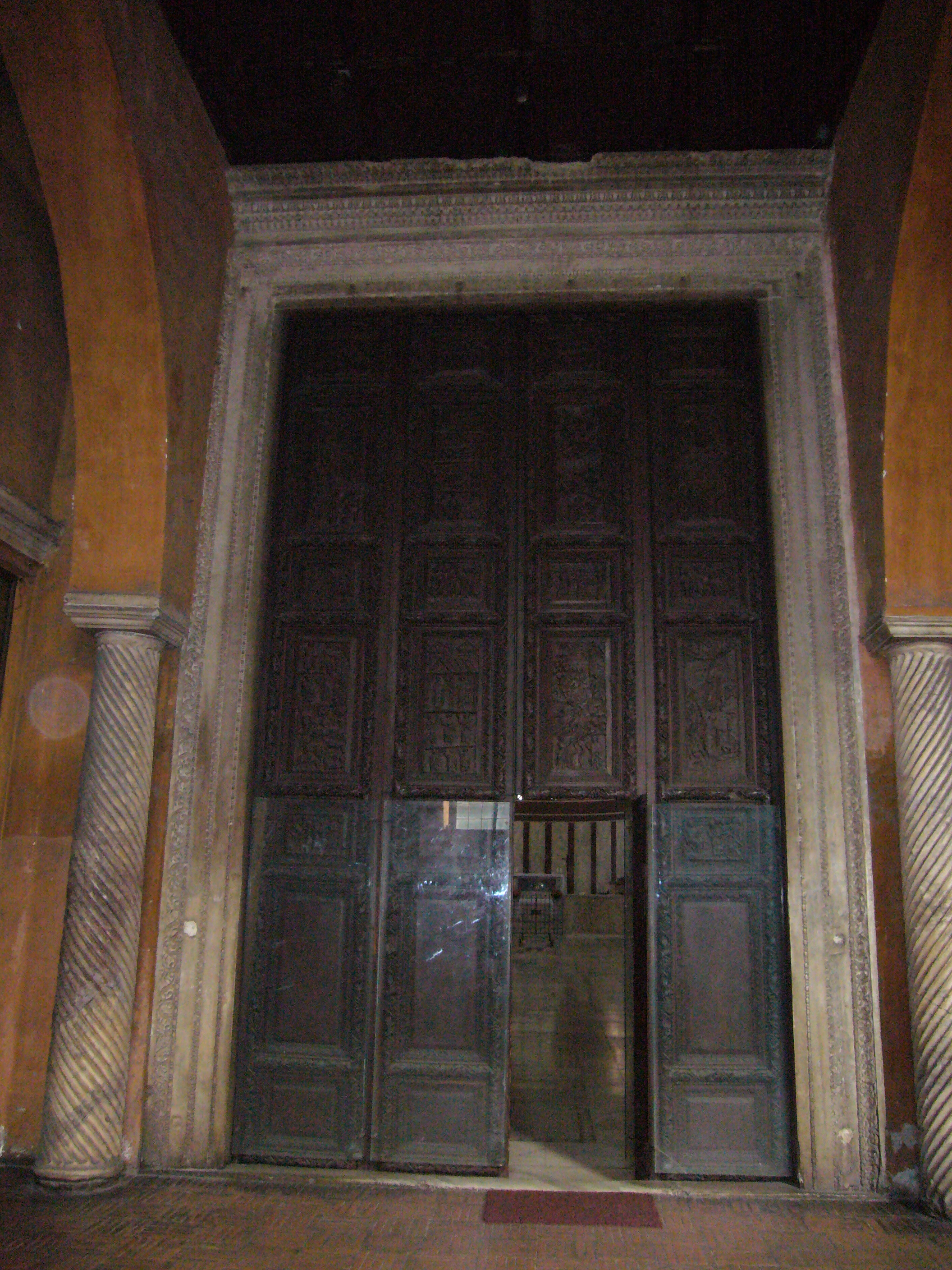
Gesamtansicht des Hauptportals
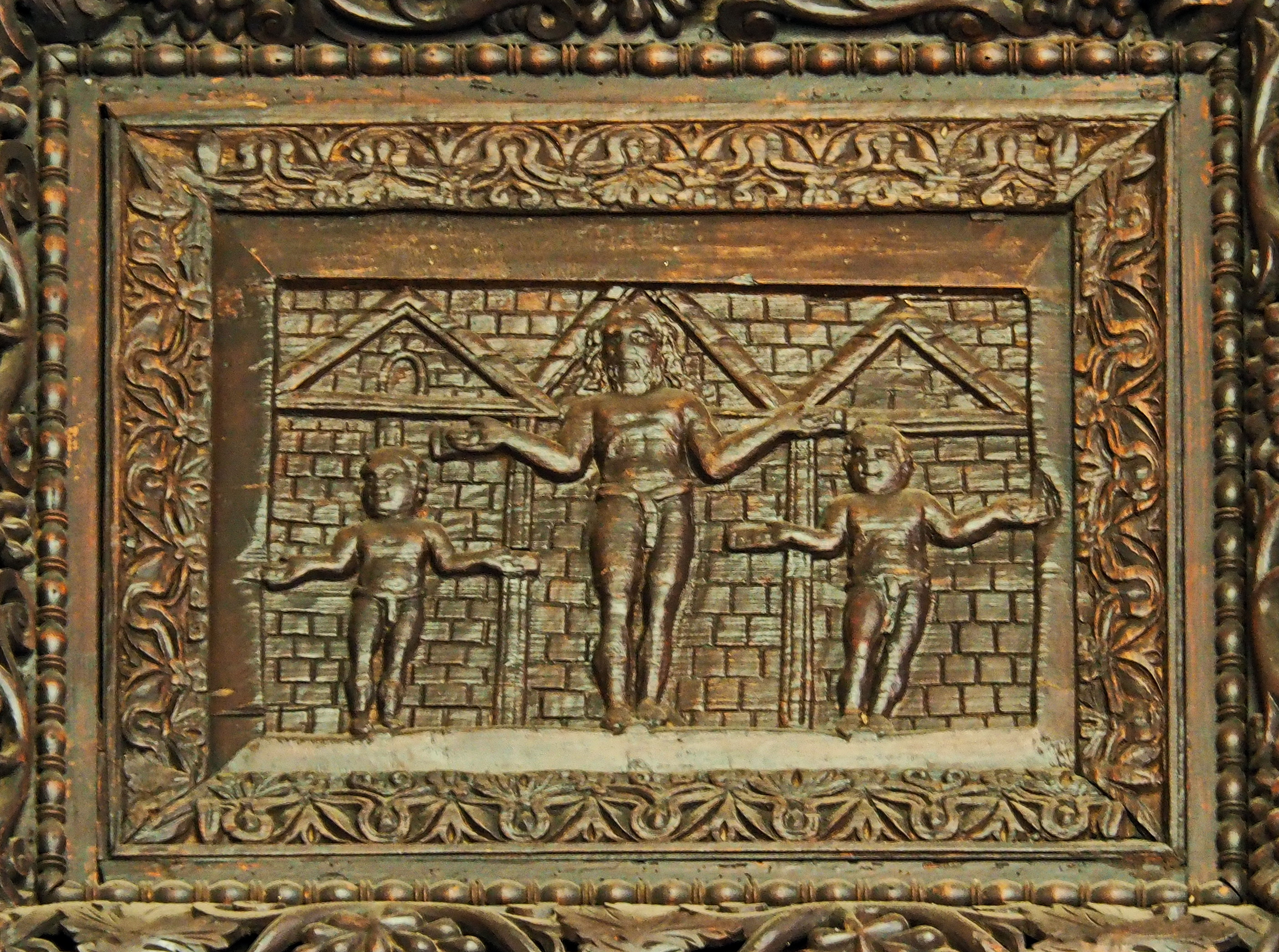
Kreuzigungsszene
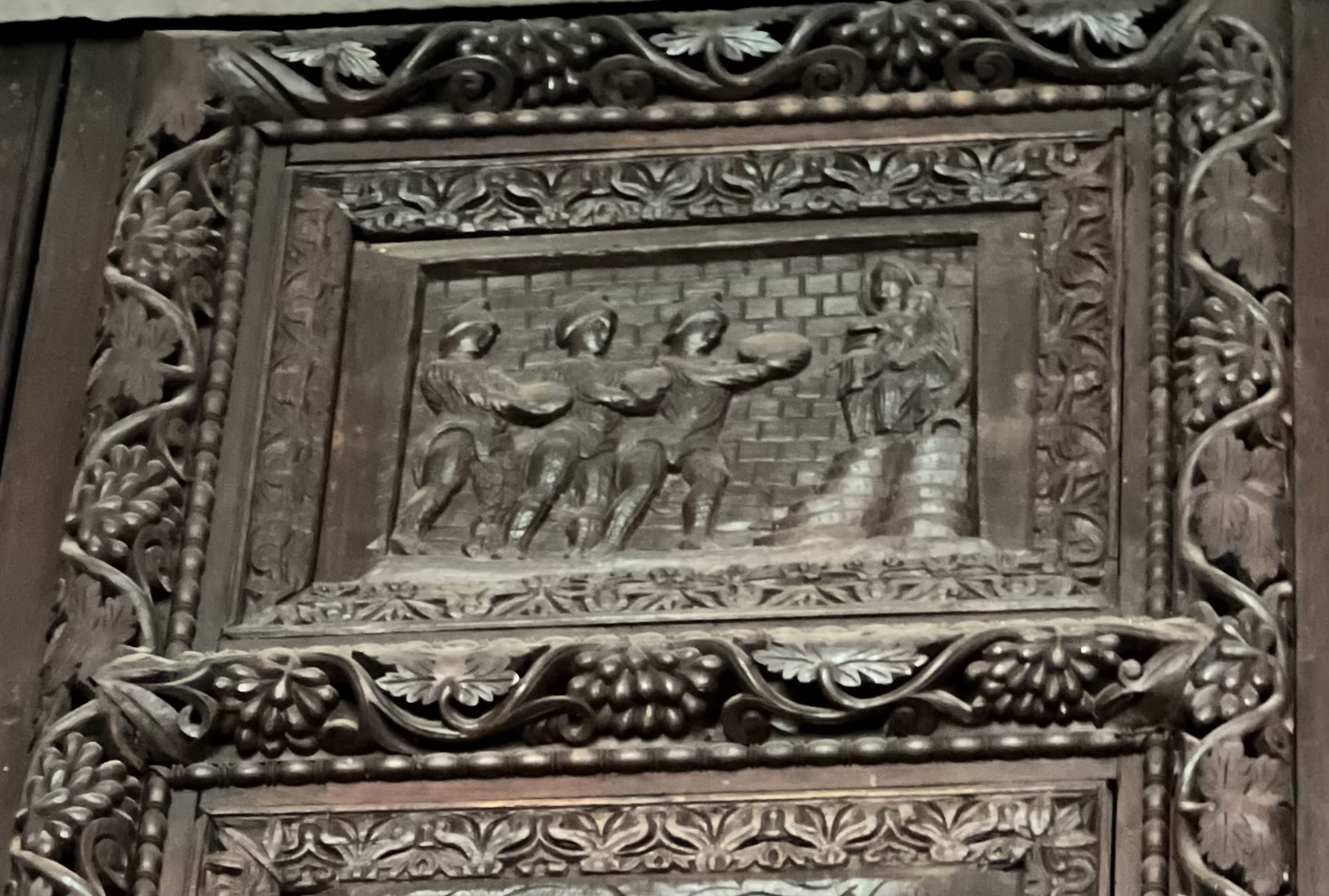
Die Heiligen Drei Könige

## Orgel
Die Orgel der Basilika wurde 1936 bis 1938 von der Orgelbaufirma Mascioni erbaut. Das Instrument hat 37 Register auf zwei Manualen und Pedal.
| I Hauptwerk     |       |
| Principal       | 16′   |
| Principal I     | 8′    |
| Principal II    | 8′    |
| Flauto traverso | 8′    |
| Dulciana        | 8′    |
| Flauto a camino | 4′    |
| Oktave          | 4′    |
| Quinte          | 2 ⁄3′ |
| Decima V        | 2′    |
| Ripieno VI      |       |
| Voce umana      | 8′    |
| Tromba          | 8′    |
| Clarinetto      | 8′    |

| II Schwellwerk  |       |
| Bordone         | 16′   |
| Principale      | 8′    |
| Gamba           | 8′    |
| Bordone         | 8′    |
| Salicionale     | 8′    |
| Flauto armonico | 4′    |
| Ottava          | 4′    |
| Flauto in XII   | 2 ⁄3′ |
| Flautino        | 2′    |
| Ripienino       | 2′    |
| Voce celeste    | 8′    |
| Coro viole      | 8′    |
| Oboe            | 8′    |
| Tromba          | 4′    |
| Voci corali     | 8′    |
| Tremulant       |       |

| Pedal         |         |
| Contrabass    | 16′     |
| Subbass       | 16′     |
| Bordun        | 16′     |
| Quintbass     | 10 2⁄3′ |
| Basso         | 8′      |
| Bordone       | 8′      |
| Bordone d’eco | 8′      |
| Flauto        | 4′      |
| Tromba        | 16′     |

- Koppeln: II/I, I/P, II/P; Suboktavkoppeln (II/I, II/II), Superoktavkoppeln (I/I, II/I, II/II, I/P, II/P)